# خوسيه كويريجيتا
خوسيه كويريجيتا (بالإسبانية: Elías Querejeta)‏ هو لاعب كرة قدم ومنتج أفلام وكاتب سيناريو ومخرج إسباني في مركز الوسط، ولد في 27 أكتوبر 1934 في إرناني في إسبانيا، وتوفي في 9 يونيو 2013 في مدريد في إسبانيا بسبب سرطان الرئة. لعب مع ريال سوسيداد.

## وصلات خارجية
- خوسيه كويريجيتا على موقع IMDb (الإنجليزية)
- خوسيه كويريجيتا على موقع ألو سيني (الفرنسية)
- خوسيه كويريجيتا على موقع أول موفي (الإنجليزية)
- خوسيه كويريجيتا على موقع قاعدة بيانات الأفلام السويدية (السويدية)
- خوسيه كويريجيتا على موقع ديسكوغز (الإنجليزية)
- خوسيه كويريجيتا على موقع قاعدة بيانات الفيلم (الإنجليزية)
- خوسيه كويريجيتا على موقع كينوبويسك (الروسية)